# Dolcè
Dolcè là một đô thị ở tỉnh Verona trong vùng Veneto của Ý, có cự ly khoảng 120 km về phía tây của Venice và khoảng 20 km về phía tây bắc của Verona. Tại thời điểm ngày 31 tháng 12 năm 2004, đô thị này có dân số 2.387 người và diện tích là 39,4 km².
Đô thị Dolcè có các frazioni (các đơn vị trực thuộc, chủ yếu là các làng) Ossenigo, Peri, Volargne, và Ceraino.
Dolcè giáp các đô thị: Avio, Brentino Belluno, Fumane, Rivoli Veronese, Sant'Ambrogio di Valpolicella, và Sant'Anna d'Alfaedo.